# Bryophyllum adelae
Bryophyllum adelae là một loài thực vật có hoa trong họ Crassulaceae. Loài này được (Hamet) A.Berger miêu tả khoa học đầu tiên năm 1930.